# بيرل هاربر

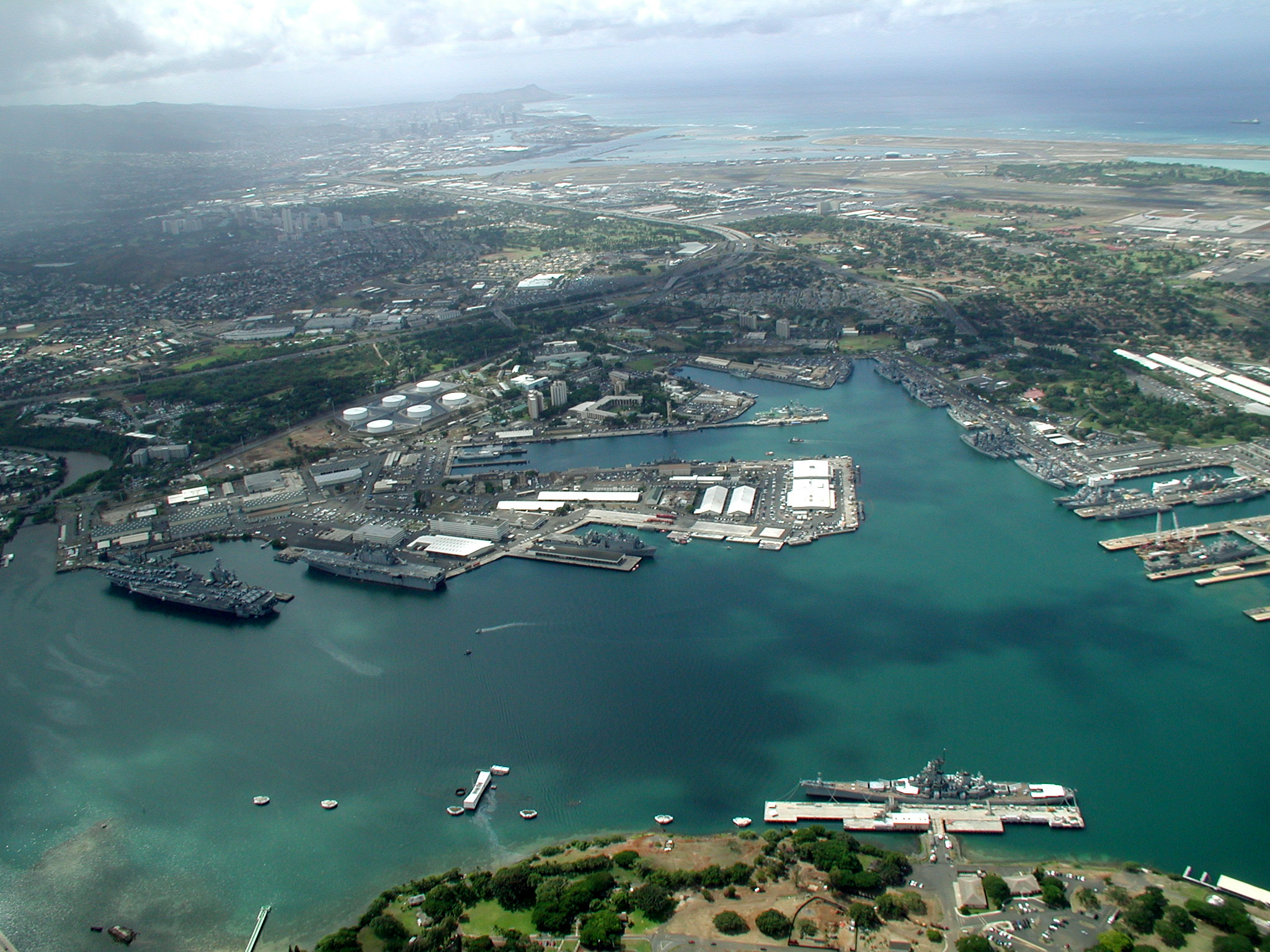
بيرل هاربر

بيرل هاربُر (بالإنجليزية: Pearl Harbor أي ميناء اللؤلؤ)‏ ميناء وقاعدة عسكرية، يعتبر المقر الرئيسي لأسطول الولايات المتحدة في المحيط الهادئ. يقع جنوب جزيرة أواهو، التابعة لجزر هاواي. معروف بكونه كان هدفا لهجوم مباغت في 7 ديسمبر 1941 من اليابان، بسبب الحصار الاقتصادي الذي كانت تمارس الولايات المتحدة الأمريكية. وهذا الهجوم أسفر عن المشاركة النشطة من جانب الولايات المتحدة في الحرب العالمية الثانية. ورغم أن الولايات المتحدة أعلنت الحياد من الناحية الرسمية، إلا أنها شاركت في الحرب منذ أن بدأت بتقديمها الدعم والإمدادات إلى الدول التي كانت تواجه قوى المحور محاولة منها للحد من التوسع الياباني. ويعتبر ميناء بيرل هاربر أحد أميز المرافئ الحربية في العالم بمساحته الشاسعة وموقعه البحري ذي الحماية الطبيعية. ويتشكل من مصبين لمجرى نهر بيرل على مسطح مائي تربو مساحته على 26 كم² صالحة للملاحة، وبه ثلاث (أشباه بحيرات) وهي بحيرات بشواطئ أرضية شبه مكتملة. واشتق اسم الميناء من محار اللالئ الذي كان ينمو بمياهه قديمًا.

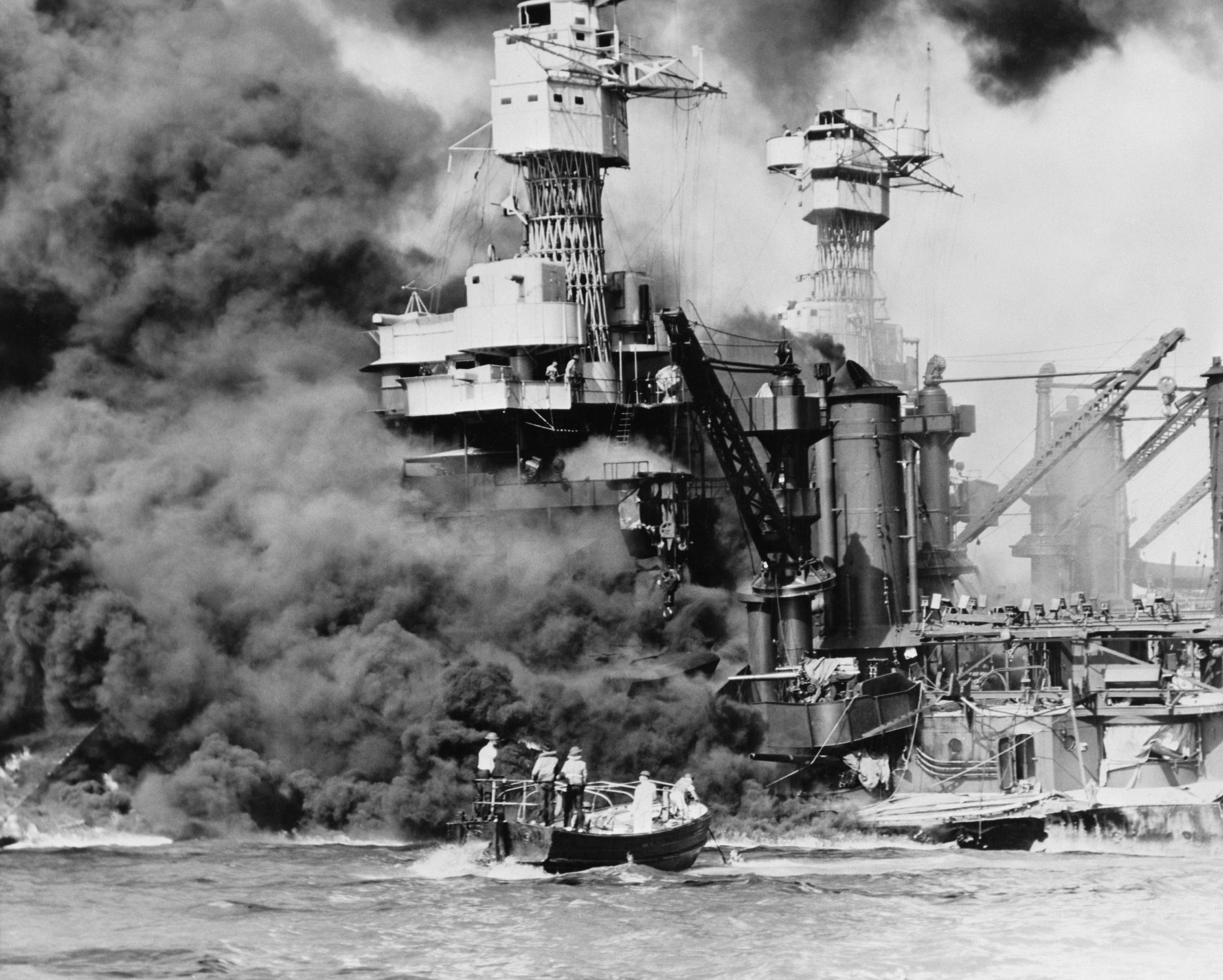
احتراق البارجة ويست فرجينيا أثناء الحرب العالمية الثانية في ميناء بيرل هاربر

## التاريخ
في عام 1887م أعطى كالاكوا، ملك هاواي، الحق للولايات المتحدة بإنشاء وتطوير مستودع لتموين السفن بالفحم بميناء بيرل هاربر. وقامت البحرية عام 1902م بأولى محاولاتها لتعميق المجرى الملاحي بإزالة الشعب المرجانية منها، واكتمل بناء أول حوض جاف للسفن عام 1919م.

## أعلام
- بنجامين ر. مارش جونيور
- توماس جيمس ريفيس
- كريس بارون
- إلفين ر. هايبيرغ الثالث
- رالف هوليس